# Arcybiskupstwo Bremy

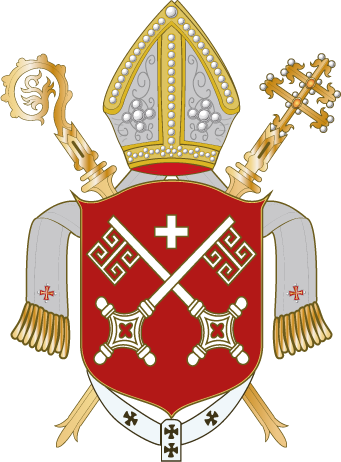
Herb arcybiskupstwa Bremy

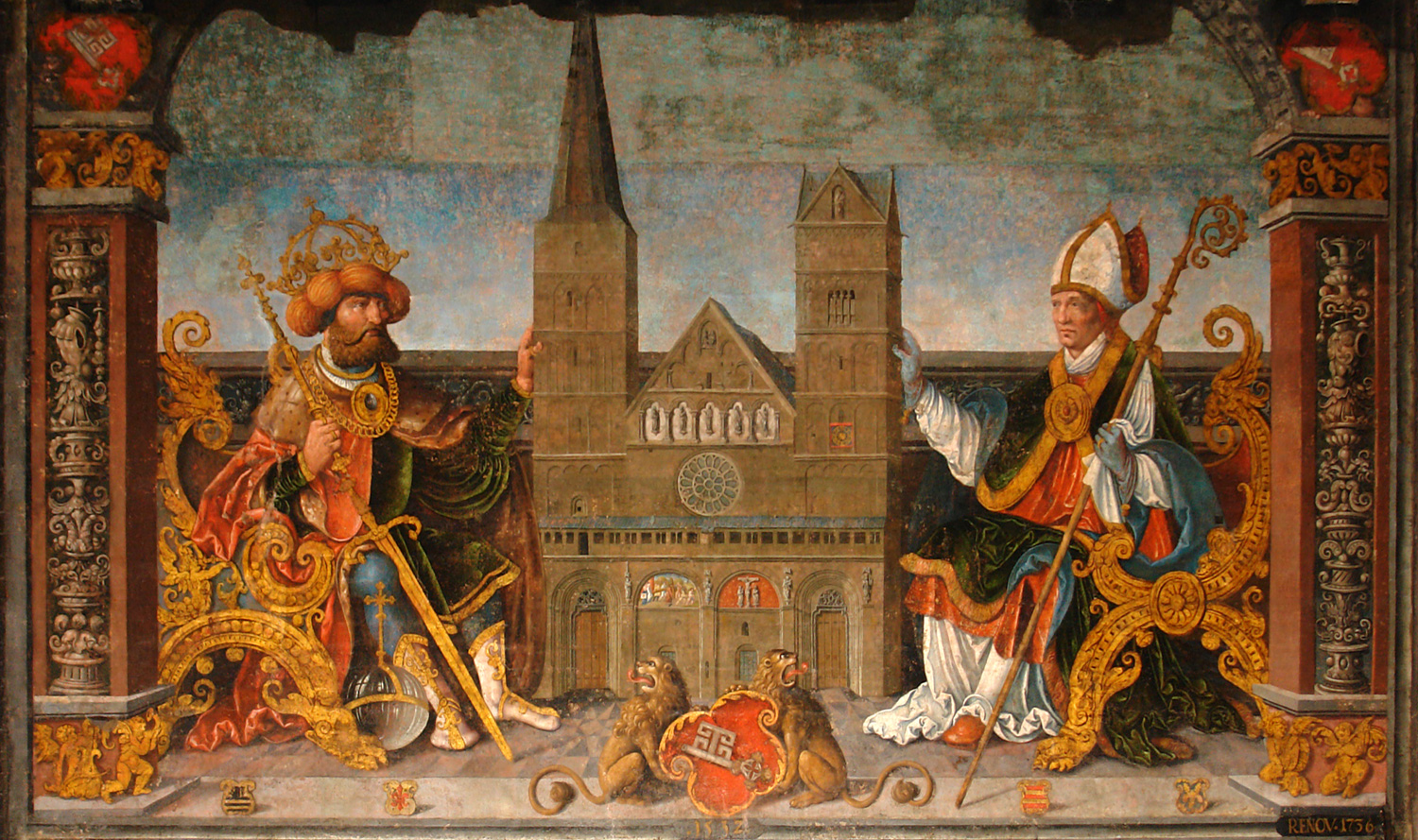
Karol Wielki i biskup Willehad jako założyciele biskupstwa w Bremie (z modelem katedry; fresk z XVI w. w ratuszu w Bremie)

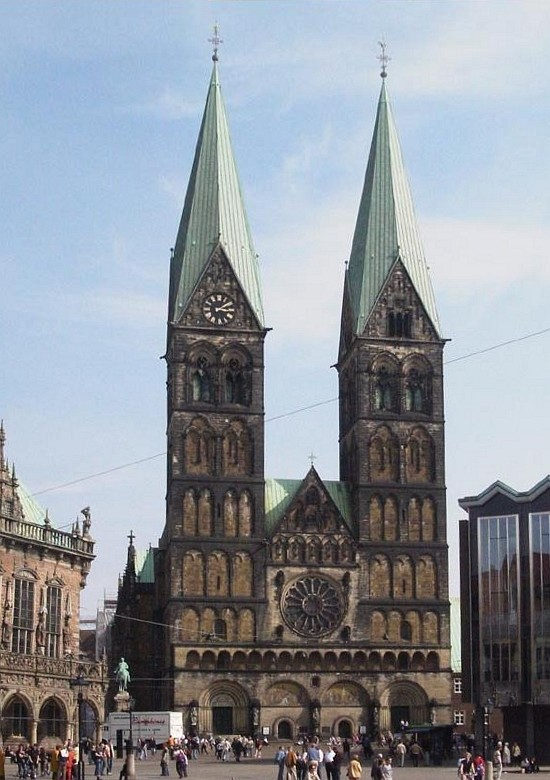
Katedra w Bremie

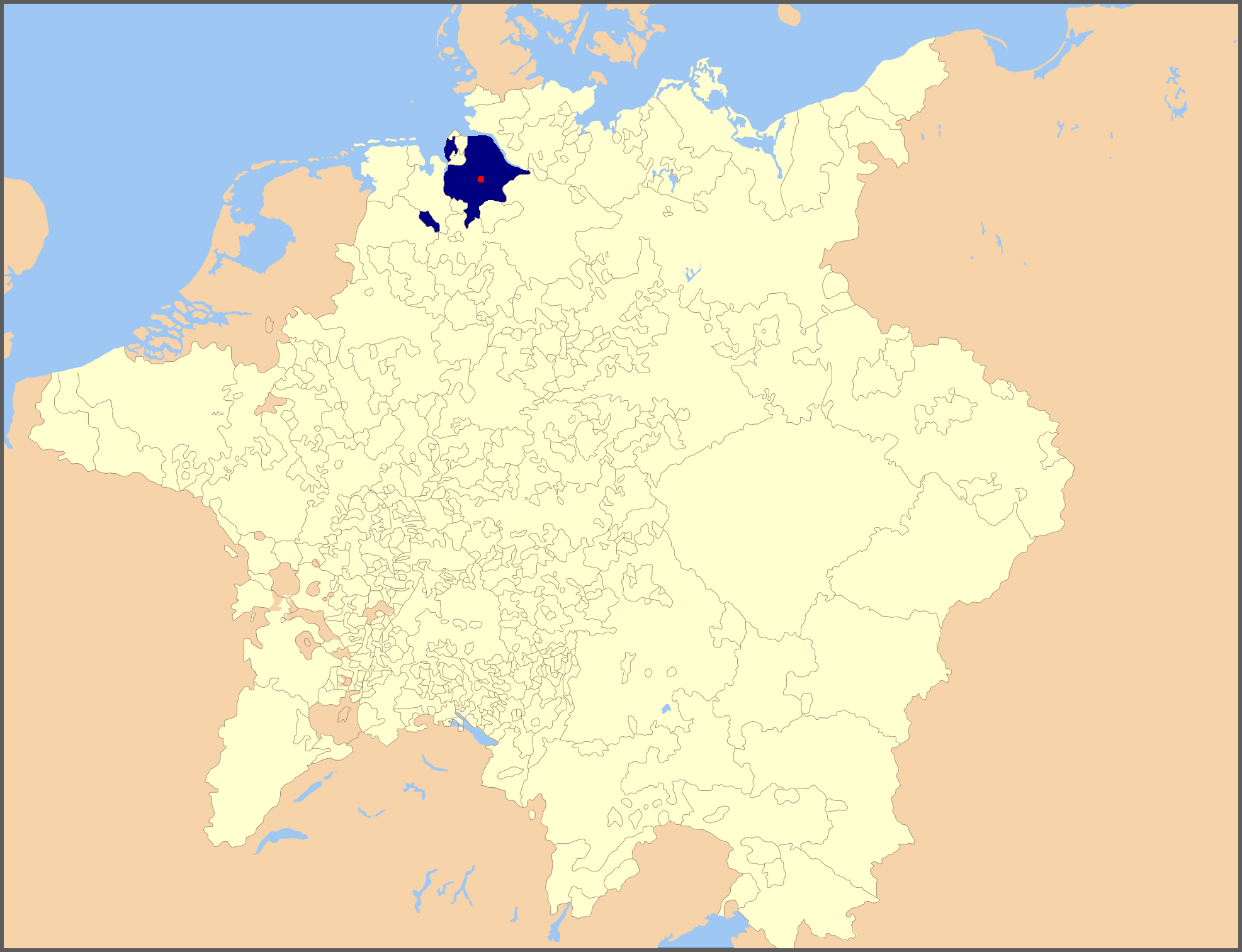
Obszar państwa arcybiskupiego na tle granic Rzeszy w 1648 r.

Arcybiskupstwo Bremy (arcybiskupstwo Hamburga-Bremy, niem. Erzbistum Bremen) – historyczna diecezja katolicka w północnych Niemczech (istniejąca w latach 787–1566/1648), a zarazem kościelne księstwo będące dominium Świętego Cesarstwa Rzymskiego położone pomiędzy dolnymi biegami Wezery i Łaby (istniejące od X do XVII wieku; terytoria diecezji oraz państwa były różne).

## Historia
Początki biskupstwa w Bremie sięgają końca VIII wieku. Wówczas miasto to jako swoją siedzibę obrał apostoł Sasów biskup Willehad. Stałą siedzibą diecezji Brema stała się od początku IX wieku, za sprawą kolejnego biskupa, Willericha.
Początkowo biskupstwo podlegało arcybiskupowi Kolonii. W pierwszej połowie IX wieku powołane zostało jednak arcybiskupstwo w Hamburgu (zamierzone jako centrum ewangelizacji Skandynawii, którą początkowo obejmowało swoją jurysdykcją), a już po kilkunastu latach, w 848 roku synod z Moguncji zadecydował o połączeniu biskupstwa Bremy i arcybiskupstwa Hamburga unią personalną (kolejnym biskupem Bremy został pierwszy arcybiskup Hamburga Ansgar, wszyscy kolejni arcybiskupi hamburscy byli jednocześnie biskupami Bremy). Główną siedzibą arcybiskupów w praktyce stała się Brema.
Wokół Bremy rosło też władztwo terytorialne biskupów, którym ci rządzili jako książęta Rzeszy. Jego początek miał miejsce w 967 roku, gdy cesarz Otton I oddał ówczesnemu arcybiskupowi Adaldagowi władzę nad miastem Brema oraz jego okolicami. Jego następcy zasięg tej władzy stopniowo powiększali, przy czym szczególnie zaznaczył się tutaj w XI wieku arcybiskup Adalbert (zaufany współpracownik cesarza Henryka IV), który przyłączył doń wiele drobnych państewek w granicach diecezji. Marzył też o przekształceniu swego biskupstwa w patriarchat Północy. Stopniowo tworzone były kolejne biskupstwa podległe arcybiskupstwu Hamburga-Bremy: m.in. trzy w X wieku w Danii i Szlezwiku, trzy kolejne w XI wieku na terenach ochrzczonych Obodrytów i innych plemion słowiańskich (na terenie obecnej Meklemburgii i Holsztynu). W 1103 roku powołane zostało arcybiskupstwo w Lund, które przejęło od Hamburga jurysdykcję nad Skandynawią. Spotkało się to z ostrym sprzeciwem arcybiskupów Hamburga-Bremy, którzy nawet zdołali odzyskać swoją dominację, jednak jedynie na krótko i formalnie. Nadal jednak kontynuowali ewangelizację Słowian zamieszkujących dzisiejsze Meklemburgię i Holsztyn.
W XII wieku księstwo mocno ucierpiało wskutek udziału biskupów w zmaganiach z Henrykiem Lwem, który m.in. zajął samą Bremę. Po upadku Henryka Lwa biskupi odbudowali swoje księstwo, z czasem jednak jego znaczenie (a także samych arcybiskupów) słabło: było to wynikiem częstych sporów o godność arcybiskupią, a także coraz większego usamodzielniania się od władzy biskupiej samego miasta Bremy (już od XII wieku). W 1224 roku arcybiskupstwo Hamburga zostało zniesione, godność arcybiskupia pozostała jednak przy stolicy biskupiej w Bremie.
Ostateczny upadek arcybiskupstwa rozpoczął się w XV wieku Arcybiskup Henryk ze Schwarzburga był jednocześnie biskupem Münsteru i podczas jego niemal ciągłej nieobecności w Bremie stolica diecezji praktycznie ostatecznie wyswobodziła się spod władzy biskupiej, kraj niszczał, rosło też niezadowolenie ludności. Koniecznej uwagi arcybiskupstwu nie poświęcił też arcybiskup Krzysztof z Brunszwiku-Lüneburga, koncentrujący się na drugim swoim stanowisku, biskupa Verden. To za jego czasów nastąpił wybuch reformacji, której szybko uległa Brema (wygnano zeń księży katolickich, w tym także kapitułę katedralną – ta ostatnia mogła wrócić do miasta dopiero w 1533 roku). Miasto przyłączyło się do związku szmalkaldzkiego i stało się ważnym ośrodkiem nowego nurtu religijnego, mimo prób przeciwdziałania przez arcybiskupa. Wyboru jego następcy, Jerzego z Brunszwiku-Lüneburga, dokonała w 1558 kapituła zdominowana przez protestantów, za jego episkopatu cała diecezja została ostatecznie przez nich zdominowana.
Stąd po śmierci Jerzego w 1566 roku arcybiskupstwo dostało się w ręce protestantów i było zarządzane przez wybieranych przez kapitułę protestanckich administratorów (zostawali nimi okoliczni książęta). W okresie wojny trzydziestoletniej katolicy podjęli próbę odzyskania archidiecezji, w 1625 roku została nawet odnowiona. Wkrótce trafili tu też jezuici, ale wojska cesarskie musiały się wycofać z tego terenu w 1632 roku. Ostatnim protestanckim administratorem został Fryderyk Oldenburg, książę i późniejszy król duński.
W 1648 roku arcybiskupstwo zostało ostatecznie zniesione. Kraj Rzeszy znajdujący się pod zarządem arcybiskupów został zsekularyzowany: Brema pozostała wolnym miastem Rzeszy, a państwo arcybiskupie jako księstwo Bremy oddano królowi Szwecji.